# Heinrich Beutin
Heinrich Martin Ernst Beutin (* 13. Februar 1893 in Badendiek, heute Ortsteil von Gutow; † 14. Oktober 1938 in Rostock) war ein KPD-Funktionär und mecklenburgischer Widerstandskämpfer.

## Leben
Heinrich Beutin wurde 1893 in Badendiek bei Güstrow als ältester Sohn des Landarbeiters Fritz Beutin und Friederike geb. Thiede geboren. Er hatte noch zwei jüngere Geschwister.
In Badendiek besuchte Heinrich Beutin zunächst die Dorfschule und lernte hier auch seine spätere Ehefrau Johanna Schnoor kennen. 1907 siedelte er nach Güstrow über und begann eine Lehre als Tischler. Nachdem er diese 1911 beendet hatte, ging Beutin zunächst einige Zeit als Geselle auf Wanderschaft. 1913 trat Heinrich Beutin in den Militärdienst ein und kämpfte zwischen 1914 und 1918 im Ersten Weltkrieg.
Nach der Entlassung aus dem Militär im Januar 1919 kehrte er nach Güstrow zurück, wo er wieder als Tischler Beschäftigung fand. Im April heiratete er Johanna Schnoor. Das Paar bekam noch im selben Jahr einen Sohn.
Aufgrund seiner Erlebnisse während des Ersten Weltkriegs entwickelte Heinrich Beutin eine zunehmend kritische Haltung gegenüber Krieg und Militarismus und schloss sich der Arbeiterbewegung an. 1920 trat er der KPD bei. Seine Frau Johanna Beutin folgte ihm einige Jahre später. Beide waren über mehrere Jahre hinweg als Parteifunktionäre im Kreis Güstrow tätig. Heinrich Beutin war der politische Leiter der KPD in Güstrow. 1932 traten sowohl Heinrich Beutin wie auch seine Frau Johanna für die KPD zu den Landtagswahlen am 5. Juni 1932 in Mecklenburg-Schwerin an.
Durch diese politische Arbeit geriet er in den Fokus der NSDAP. Bereits Anfang 1933 wurde das Ehepaar das erste Mal in sogenannte Schutzhaft genommen. Nach seiner Entlassung beteiligte er sich am Wiederaufbau der KPD als illegale Organisation im Unterbezirk Güstrow. Zusammen mit anderen Mitstreitern stellten er und seine Frau regimekritische Flugblätter her, in denen sie zum Widerstand gegen Hitler aufforderten.
Doch schon im April 1934 begann eine erneute Verhaftungswelle. Das Ehepaar Beutin wurde festgenommen und nach Bützow-Dreibergen verbracht. Dort nahm sich Johanna Beutin am 13. Februar 1935 das Leben. Heinrich Beutin wurde am 2. August 1935 durch den I. Strafsenat des Hanseatischen Oberlandesgerichts wegen Vorbereitung zum Hochverrat zu drei Jahren Zuchthaus verurteilt. Wenige Wochen später erkrankte er im September 1935 schwer. Mit dem Verdacht der Knochentuberkulose wurde er zur weiteren Strafverbüßung im November ins Lazarett der Gefängnis-Anstalten Hamburg überführt.
1938 war er bereits schwer gezeichnet und mit einer offenen Lungentuberkulose ein Fall für die Landesfürsorge in Güstrow. Er starb an der Tuberkulose im Rostocker Universitätskrankenhaus am 14. Oktober 1938.

## Nachwirken
Seit dem 15. November 1975 erinnert am Wohnhaus der Beutins in der Bülower-Straße 5 in Güstrow eine Gedenktafel an das Ehepaar.
Zudem wird den Beutins in der Inschrift des Ehrenmals für die Opfer des Widerstandes gegen den Faschismus auf dem Friedhof Güstrow gedacht.